# Anna Jan-Ruban
Anna Michailowna Jan-Ruban (russisch Анна Михайловна Ян-Рубан) ist das Pseudonym von Anna Michailowna Petrunkewitsch (russisch Анна Михайловна Петрункевич; * 1874 in Twer; † 4. Oktober 1955 in Paris), einer russischen Sopranistin und Gesangspädagogin.

## Leben
Anna, Tochter des Arztes und Politikers Michail Petrunkewitsch und seiner Frau Ljubow Gawrilowna geborene Wulf sowie Nichte des Juristen und Politikers Iwan Petrunkewitsch, erhielt eine Musikausbildung in Jalta und studierte dann in Berlin bei Etelka Gerster zusammen mit Lotte Lehmann. Als Anna Jan-Ruban trat sie dann in Moskau im Verein der Liebhaber der russischen Musik auf. Sehr bekannt wurde sie durch ihre Auftritte mit Wladimir Pohl als Klavierbegleiter in den Musiksalons in Moskau, St. Petersburg und Paris. Sie sang die Werke von Georgi Catoire und Nikolai Medtner. Nach den Erinnerungen Felix Jussupows waren Jan-Ruban und Pohl häufig Gast im Palais der Gräfin Sofja Panina in Mishor (an der Südküste der Krim zwischen Jalta und Alupka), wo sich Politiker und Künstler trafen.
Im Revolutionsjahr 1917 zogen Pohl und Jan-Ruban auf die Krim. Sie gaben mit großem Erfolg Konzerte, auch vor den Roten Garden. Jan-Ruban sang Lieder von Schubert, Tschaikowski, Debussy und auch von Pohl. 1922 emigrierten Pohl und Jan-Ruban über Konstantinopel nach Berlin. 1923 trat Jan-Ruban dort in einem Konzert von Nikolai Medtner auf. Ab 1924 lebte sie mit Pohl in Paris. Sie beteiligte sich an den Konzerten des Russischen Sinfonieorchesters unter der Leitung L. Maslowskis, den Konzerten der Russischen Musikgesellschaft im Ausland (RMOS), den Gesangsabenden Alexander Gretschaninows (1926) und an den Pariser Tagen der russischen Kultur (1929). Ihr erstes Pariser Solokonzert fand 1928 statt in der salle Chopin der Salle Pleyel. In den 1930er Jahren war Jan-Ruban Professorin der Opernklasse des 1923 von Professoren der St. Petersburger und Moskauer Konservatorien gegründeten Russischen Konservatoriums in Paris, dessen erster Direktor Fürst Sergei Wolkonski war. 1934 trat sie in den Verwaltungsrat und darauf in die Geschäftsführung der RMOS ein. 1950 arbeitete sie im Provisorischen Komitee zur Verwaltung des Russischen Konservatoriums. Ihre letzten Jahre verlebte sie im Russischen Haus in Sainte-Geneviève-des-Bois (Essonne)
Jan-Ruban fand ihr Grab auf dem Russischen Friedhof von Sainte-Geneviève-des-Bois, in dem dann auch Wladimir Pohl beigesetzt wurde. Das Russische Konservatorium und die RMOS stifteten den Jan-Ruban-Preis für ein kostenfreies Gesangsstudium am Russischen Konservatorium.
Anna Jan-Rubans ältere Schwester war die Historikerin Alexandra Michailowna Petrunkewitsch (1873–1965). Ihr Vetter war der Arachnologe und Dichter Alexander Iwanowitsch Petrunkewitsch mit dem Pseudonym Alexandr Jan-Ruban.